# Nemoria pacificaria
Nemoria pacificaria là một loài bướm đêm trong họ Geometridae.